# 拉滕布尔
拉滕布尔（Radhanpur）是印度古吉拉特邦帕坦县的一个城镇。总人口32076（2001年）。

## 人口
该地2001年总人口32076人，其中男性16743人，女性15333人；0—6岁人口4854人，其中男2564人，女2290人；识字率57.88%，其中男性为67.54%，女性为47.33%。